# Vyšyvanka
«Vyšyvanka» (čitaj: višivanka); (ukr. вишиванка); je ukrajinska tradicionalna košulja odnosno odjeća koja sadrži elemente ukrajinskog tradicionalnog znakovlja odnosno simbola. Vyšyvanka se kroz više od 1000. godina do danas očuvala u mnogim dizajniranim oblicima i Ukrajinci ju često oblače na svečanim prigodama, ali i onim svakodnevnim, s obzirom na to da je proizvod u svojoj klasičnoj varijanti poput modernizirane hrvatske kravate, prilagođen i današnjem svakodnevnom stilu odijevanja. 
Vyšyvanka se često radi od posebno pripremljenog lanenog, platnenog ili pamučnog materijala. Srednjovjekovni i nešto moderniji ukrajinski simboli koji su utkani u dijelovima tradicionalne košulje imaju svoj poseban radni predložak. Svaki model predloška ima svoj broj i oznaku, i svaka ukrajinska regija i oblast ima svoju specifičnu vrstu predloška ili često više njih. Kultura šivanja vyšyvanke u Ukrajini je vrlo razvijena još od razdoblja predkršćanstva. 
Koliko je stara ukrajinska tradicija izrade vyšyvanki, govore i njezini pronađeni arheološki primjerci (dokumentirani izvori) koji ukazuju da ona potječe još iz razdoblja predkršćanstva, prije nastanka srednjovjekovne države Kijevske Rusi. Danas o vyšyvankama postoji niz profesionalne literature u kojoj je napisan tijek njezina povijesna razvoja, način izrade i mogućnosti primjene kod profesionalnih dizajnera u suvremenom svijetu. Vyšyvanka se uz ukrajinski šal «Rušnyk» (ukr. Рушник) često može primijetiti na ulicama ukrajinskih gradova.

## Vanjske poveznice
- «Українська вишивка»: спільнота в «LiveJournal» присвячена вишиванню.
- «Вишиванка»: статті, керівництва, орнаменти.
- «Вишиванка»: Книги і журнали.
- «Історія народної вишивки»[neaktivna poveznica].
- ІСТОРІЯ УКРАЇНСЬКОЇ КУЛЬТУРИ